# متلازمة تسرب السائل النخاعي
متلازمة تسرب السائل النخاعي التلقائي هو حالة طبية تحصل عندما يحتجز السائل دماغي شوكي حول الدماغ البشري والحبل الشوكي ويتسرب من الكيس الواقي المحيطة به من الأم الجافية دون سبب واضح. الأم الجافية أنسجة غير مرنة ومتينة، وهي ألطبقة الخارجية من الثلاث الطبقات السحائية، الجهاز السحائي يحيط بالدماغ والحبل الشوكي.
تسرب السائل النخاعي العفوي هو واحد من عدة أنواع من تسرب السائل النخاعي ويحدث بسبب وجود ثقب واحد أو أكثر في الجافية. تسرب السائل النخاعي من تلقاء نفسه، بدلا من التسريبات السائل النخاعي تسبب جرح، ينشأ نتيجة فقدان السائل النخاعي سائل النخاع أكبر من معدل الإنتاج يؤدي إلى انخفاض الضغط داخل الجمجمة يعرف بانخفاض ضغط الدم داخل الجمجمة. وغالبا ما يميز تسرب السائل النخاعي ما يعرف بالصداع الأنتصابي - (الصداع الذي يزداد سوءا في الوضع عمودي الوقوف ويتحسن عند الاستلقاء). . ويمكن أن تشمل الأعراض الأخرى ألم وتصلب الرقبة، والغثيان، والتقيؤ، والدوخة، والتعب، وطعم معدني في الفم (يدل على التسرب في الجمجمة)، وغيرها. الاشعة المقطعية يمكن ان تحديد موقع تسرب السائل النخاعي. وبمجرد تحديدها، تسرب كثيرا ما يمكن إصلاحه من قبل تصحيح مسار الدم فوق الأم الجافية، حقنة من دم المريض نفسه في موقع التسرب والحقن بغراء الفيبرين أو الجراحة.
متلازمة تسرب السائل النخاعي التلقائي تصيب 5 من بين كل 100,000 شخص. في المتوسط، وتنطور الحالة في سن 42 عاما، والنساء أكثر تعرضا للإصابة بمعدل الضعف. عند بعض الناس يصبح المرض مزمن على الرغم من المحاولات المتكررة في سد الجرح، مما يؤدي إلى العجز على المدى الطويل بسبب الألم. وقد وصفت متلازمة تسرب السائل النخاعي التلقائي تسرب السائل النخاعي التلقائي أول مرة من قبل طبيب الأعصاب الألماني جورج سشالتينبراند في عام 1938 وقبل الطبيب الأمريكي هنري والتمان من مايو كلينك في عام
ويصنف تسرب السائل النخاعي التلقائي إلى نوعين رئيسيين، تسريبات في الجمجمة وتسريبات في العمود الفقري. والغالبية العظمى من التسريبات هي العمود الفقري. تحدث تسريبات القحفية في الرأس. وفي بعض هذه الحالات يمكن أن يشاهد سائل النخاع يقطر من الأنف، أو الأذن. تحدث تسريبات العمود الفقري عندما يتشكل ثقب واحد أو أكثر في الأم الجافية على طول الحبل الشوكي. كلا الصنفين يسبب أعراضا عصبية فضلا عن انخفاض ضغط الدم داخل الجمجمة وانكماش وتقلص الجمجمة. وفي حين أشارت إلى انخفاض ضغط الدم داخل الجمجمة كما قد يكون الضغط داخل الجمجمة العادي، مع القضية الأساسية كونها بدلا المنخفض حجم السائل النخاعي. لهذا السبب تسرب السائل النخاعي التلقائي ويشار إلى السائل النخاعي نقص حجم الدم بدلا من السائل النخاعي انخفاض ضغط الدم

## علامات وأعراض
الأعراض الناتجة عن ردة فعل الأعصاب العصب البصري ضبابية ورؤية مزدوجة.عصب الحبل الطبلي تشوة الذوق العصب الوجهي ضعف في الوجه وخدر العصب الدهليزي ضعف السمع واختلال في التوازن.
معظم الناس الذين يصابون تسرب السائل النخاعي التلقائي يشعرون فجأة بظهور صداع شديد وقوي وهذا الصداع عادة يسمى بالصداع الانتصابي (أسوأ عند الوقوف)، ويصبح عادة بارزة على مدار اليوم، عادة ما يكون الألم أسوأ عندما يكون الشخص بوضع عمودي وأقل حدة عند الوضع الأفقي الصداع الانتصابي يمكن أن يكون تعجيزي؛ وكثيرا ما تصبح هذه الامراض مزمنة بما فيه الكفاية لجعل المصابين غير قادرين على العمل وعاطلين وبعض المرضى الذين يعانون من تسرب السائل النخاعي تطوير الصداع التي تبدأ في فترة ما بعد الظهر. وهذا ما يعرف في الشوط الثاني من بين أيام الصداع. قد يكون هذا عرضا أوليا من تسرب السائل النخاعي أو تظهر بعد العلاج، ومن المرجح يشير إلى وجود تسرب السائل النخاعي بطيئة.
وبصرف النظر عن الصداع، في حوالي 50٪ من المرضى يعانون من آلام الرقبة أو صلابة، والغثيان، والتقيؤ، وتشمل الأعراض الأخرى الدوار وخدر في الوجه أو الضعف، وضبابية الرؤية بشكل غير عادي أو مزدوجة، الألم العصبي، والتعب، أو طعم معدني في الفم. تسرب السائل النخاعي يمكن في بعض الأحيان أن يرى أو يلاحظ عندما يتسرب السائل عن طريق الأنف أو الأذن.
عدم وجود ضغط سائل النخاع وحجم يسمح للدماغ لينزل من خلال ماغنوم الثقبة، أو عظم القذالي، وفتحة كبيرة في قاعدة الجمجمة. ويعتقد أن الجزء السفلي من الدماغ إلى تمدد أو تؤثر واحد أو أكثر المجمعات الأعصاب القحفية، مما تسبب مجموعة متنوعة من الأعراض الحسية.

## الأسباب
النظرياتان الرئيسياتان لهذا السبب الكامن وراء تسريب السائل النخاعي التلقائي تسرب هي نتيجة لاضطراب النسيج الضام أو مشاكل وجفاف في العمود الفقري.

## نظرية النسيج الضام
تسرب السائل النخاعي العفوي هو مجهول السبب. وقد اقترح العلماء والأطباء مختلف أن هذا المرض قد يكون نتيجة لاضطراب النسيج الضام الكامن الذي يؤثر على الجافية في العمود الفقري. وقد واجهت أيضا في الأسر وتترافق مع تمدد الشريان الأورطى وفرط المشتركة. ما يصل إلى ثلثي المصابين إظهار نوع من معمم اضطراب النسيج الضام. مارفان متلازمة، متلازمة إهلرز-دانلوس وراثي جسمي مرض الكلى المتعدد الكيسات هي اضطرابات النسيج الضام الثلاثة الأكثر شيوعا المرتبطة تسريب سائل النخاع التقائي.
ما يقرب من 20٪ من المرضى الذين يعانون من الميزات تسريب سائل النخاع التقائي المعرض من متلازمة مارفان، بما في ذلك مكانة طويل القامة، ديفت الصدر فرط المشتركة والحنك مقوس. لكن هؤلاء المرضى لا يحمل أي عروض أخرى متلازمة مارفان.

## نظرية جفاف الخدار الشوكي
وقد اقترحت بعض الدراسات الأخرى أن القضايا مع نظام التصريف الوريدي في العمود الفقري قد يسبب تسرب السائل النخاعي. ووفقا لهذه النظرية، والثقوب الجافية وانخفاض ضغط الدم داخل الجمجمة هي الأعراض الناجمة عن الضغط المنخفض في الفضاء فوق الجافية بسبب تدفق إلى القلب من خلال أدنى الوريد الوريد الأجوف.

## أسباب أخرى
المرضى الذين يعانون جذر العصب العاري (المفقود) معرضون لخطر متزايد لتطوير التسريبات المتكررة. تسرب السائل النخاعي القحفية هي نتيجة لارتفاع ضغط الدم داخل القحف في الغالبية العظمى من الحالات. زيادة الضغط يؤدي إلى تمزق في الأم الجافية في الجمجمة، مما أدى إلى تسرب السائل النخاعي وانخفاض ضغط الدم داخل الجمجمة. فتق القرص القطني تم الإبلاغ عن أن يسبب تسرب السائل النخاعي في حالة واحدة على الأقل. التنكسية أمراض القرص الشوكي تسبب قرص لتخترق جافية، مما يؤدي إلى تسرب السائل النخاعي.
رأي آخر عن سبب الصداع قيامية يقترح توزيع تالف من مرونة القحفية نتيجة لانهيار الفضاء سائل النخاع في أسفل العمود الفقري مما يؤدي إلى انهيار الكيس الجافية.

## الفيزيولوجيا المرضية
ويتم إنتاج السائل النخاعي من الضفيرة المشيمية في بطينات الدماغ والواردة في الجافية وطبقات العنكبوتية السحايا الدماغ يطفو في السائل النخاعي، الذي ينقل أيضا المواد المغذية إلى الدماغ والعمود الفقري حبل. كما تشكل الثقوب في الأم الجافية في العمود الفقري، سائل النخاع تسرب للخروج إلى الفضاء المحيط. ثم يتم امتصاص سائل النخاع في الضفيرة الوريدية أو لينة الأنسجة فوق الجافية في العمود الفقري حول العمود الفقري نظرا لظروف معقمة من الأنسجة الرخوة حول العمود الفقري ليس هناك خطر من التهاب السحايا.

## التشخيص
المكان الرئيسي للشكوى الأولى عبارة عن غرفة الطوارئ في المستشفى. ونسبة التشخص الخطأ في البداية نصل إلى 94٪ من أولئك الذين يعانون من تسريب السائل النخاعي التلقائي وتشمل التشخيصات غير صحيحة الصداع النصفي، التهاب السحايا والاضطرابات النفسية. متوسط الوقت من ظهور الأعراض حتى التشخيص النهائي هو 13 شهرا. وجدت دراسة أن نسبة نجاح لتشخيص السليم في قسم الطوارئ معدومة.
ويمكن أن يتم تشخيص تسرب السائل النخاعي من خلال تقنيات التصوير المختلفة والاختبارات الكيميائية من السوائل الجسدية تفريغها من فتحة الرأس، أو امتحان السريري يعتمد تشخيص تسرب السائل النخاعي في الأساس على عدد من الاجراءات التشخيصية كالتصوير المقطعي المحوسب (CT) للرأس. - التصوير المقطعي المحوسب للنخاع الشوكي. - التصوير بالرنين المغناطيسي للرأس والعمود الفقري. - فحص النظائر المُشعة للسائل النخاعي لمراقبة التسرب. لا تظهر العديد من التسريبات السائل النخاعي حتى على التصوير والاختبارات والكيميائية وبالتالي فأن هذه الأدوات التشخيصية ليست نهائية لاستبعاد تسرب السائل النخاعي. والطبيب قد يعتمد في كثير من الأحيان على تاريخ المريض والفحص لتشخيص المرض وعلى سبيل المثال: تفريغ كمية زائدة من السوائل من الأنف عند الانحناء، والزيادة في الصداع أو توقف الصداع عندما يأخذ المريض وضعية الرقود هي مؤشرات إيجابية.
وكثيرا ما يستخدم الامتحان السريري وسائل لتشخيص تسرب السائل النخاعي. تحسين استجابة المريض للعلاج المحافظ قد تزيد من تحديد التشخيص الإيجابي. نقص الوعي الطبيب من علامات والأمراض الجسدية من تسرب السائل النخاعي هو التحدي الأكبر للتشخيص السليم والعلاج، وعلى وجه الخصوص: فقدان السمة قيامية من الصداع، وأن كل المسرب سائل النخاع المزمن سيكون لها مجموعة أعراض فريدة من نوعها كما أن يساهم في مجملها الشرط الأساسي، وتشخيص، وتسرب السائل النخاعي
التصوير المقطعي
يتم إجراء تشخيص تسرب السائل النخاعي من خلال الجمع بين قياس ضغط السائل النخاعي وتصوير النخاع التصوير المقطعي المحوسب، فحص العمود الفقري لتسرب السوائل. ويتم الحصول على ضغط السائل فتح في القناة الشوكية عن طريق إجراء البزل القطني، المعروف أيضا باسم البزل القطني. مرة واحدة يتم قياس الضغط، ويتم حقن مادة تباين ظليل للأشعة في السائل الشوكي. على النقيض من ذلك ثم ينشر من خلال الكيس الجافية قبل تسرب من خلال ثقوب الجافية. وهذا يسمح بتصوير النخاع بالتصوير المقطعي مع التنظير لتحديد مكان وصورة أي مواقع الجافية تمزق عبر المقابل ينظر إلى خارج الكيس الجافية في الصور.
التصوير بالرنين المغناطيسي
التصوير بالرنين المغناطيسي هو أقل فعالية من التصوير المقطعي في مواقع التصوير مباشرة من تسرب السائل النخاعي. قد تظهر دراسات التصوير بالرنين المغناطيسي تعزيز pachymeningeal (عندما تبدو جافية سميكة وملتهبة)، وتراجع في المخ، وتضخم الغدة النخامية، hygromas تحت الجافية، احتقان الجيوب الوريدية الدماغية، وتشوهات أخرى. على 20٪ من المرضى، الرنين المغناطيسي الحالية كما تماما وضعها الطبيعي. وهناك خلاف حول ما إذا كان التصوير بالرنين المغناطيسي يجب أن تكون الدراسة في الاختيار. الرنين المغناطيسي يؤديها مع المريض يجلس منتصبا (مقابل وضع مستلق) ليست أفضل لتشخيص تسرب السائل النخاعي، ولكن أكثر من ضعف فعالية كما في تشخيص انتباذ وزي المخيخ، ويعرف أيضا باسم خياري تشوه. مخيخي سهم انتباذ اللوزية العديد من نفس الأعراض كما تسرب السائل النخاعي، ولكن ينشأ إما خلقيا أو من الصدمات النفسية، بما في ذلك سلالة الإصابة ل الجافية.
أسلوب بديل لتحديد موقع تسرب السائل النخاعي هو استخدام بشدة المرجحة T2 التصوير المغناطيسي لتصوير النخاع. وقد كان هذا فعالا في تحديد مواقع تسرب السائل النخاعي من دون الحاجة لمسح التصوير المقطعي، البزل القطني، وعلى النقيض من في تحديد مجموعات السوائل مثل تجميع تسرب السائل النخاعي التلقائي]
طريقة أخرى ناجحة
للغاية تحديد مكان تسرب السائل النخاعي تباين داخل القراب والنخاع.

## فحص
عند الاشتباه تسرب السائل النخاعي في الجمجمة بسبب إفرازات من الأنف أو الأذن يحتمل ان يكون سائل النخاع والسوائل التي يمكن جمعها واختبارها مع مقايسة بيتا 2 ترانسفيرين. هذا الاختبار يمكن أن تحدد بشكل إيجابي إذا كان السائل هو السائل النخاعي.

## تحليل سائل النخاع
الإبر في العمود الفقري المستخدمة في البزل القطني وإدخال التباين في العمود الفقري
وقد لاحظت المرضى الذين يعانون من تسرب السائل النخاعي لضغوط فتح منخفضة جدا أو حتى سلبية. ومع ذلك، قد المرضى الذين يعانون من تسرب السائل النخاعي أكد أيضا أن تثبت الضغوط افتتاح طبيعية تماما. في 18-46٪ من الحالات، يتم قياس ضغط السائل النخاعي ضمن المعدل الطبيعي. تحليل السائل الشوكي قد تثبت كثرة خلايا السائل النخاعي لمفاوي ومحتوى البروتين مرتفع أو اصفرار. ويفترض أن يكون نتيجة لزيادة نفاذية الأوعية الدموية المتوسعة السحائية وانخفاض تدفق السائل النخاعي في الفضاء قطني تحت العنكبوتية.

## السريرية
وتستند المعايير التشخيصية لتريب سائل النخاع التلقائي على التصنيف الدولي للاضطرابات الصداع، المعايير. ومع ذلك، فإن العرض من المرضى الذين يعانون من تأكيد التشخيص قد تكون مختلفة جدا عن تلك المعايير التشخيصية السريرية ولا يمكن اعتبار حجية.
العلاج
ويمكن أن تشمل التدابير الأولية الراحة، وتناول الكافيين (عن طريق القهوة أو التسريب في الوريد)، والماء الكورتيزون يمكن أن توفر الإغاثة عابرة لبعض المرضى والموثق في البطن - نوع من الملابس التي تزيد الضغط داخل الجمجمة عن طريق ضغط البطن - يمكن تخفيف الأعراض مؤقتا لبعض الناس

## التصحيح الدم فوق الجافية
يتم تعبئة حقنة التخدير فوق الجافية مع الدم الذاتي وحقنه في الفضاء فوق الجافية من أجل سد الثقوب في الأم الجافية.
العلاج الأمثل لهذه الحالة هو تطبيق الجراحي للبقع الدم فوق الجافية والتي لديها نسبة نجاح أعلى من العلاجات المحافظة من الراحة في الفراش والماء. من خلال حقن الشخص نفسه الدم في مساحة ثقب في الجافية، يستخدم التصحيح الدم فوق الجافية عوامل تخثر الدم على التجلط مواقع الثقوب. حجم الدم الذاتي وعدد من محاولات التصحيح للمرضى هو غاية متغير. ربع إلى ثلث المرضى تسريب سائل النخاع التلقائي لا يكون تخفيف الأعراض من فوق الجافية الترقيع الدم.

## الفيبرين الغراء تسرب
إذا بقع الدم وحدها لا تنجح في سد الدموع الجافية، وضع عن طريق الجلد الفيبرين الغراء يمكن استخدامها في مكان الترقيع الدم، ورفع فعالية تشكيل جلطة واعتقال تسرب السائل النخاعي.

## تقنية التصريف الجراحي
في الحالات القصوى من تسرب السائل النخاعي مستعصية على الحل، وقد استخدمت استنزاف قطني الجراحي. ويعتقد أن هذا الإجراء إلى تقليل حجم سائل النخاع الشوكي مع زيادة ضغط السائل النخاعي داخل الجمجمة والحجم. هذا الإجراء يعيد داخل الجمجمة الطبيعية حجم سائل النخاع والضغط وفي الوقت نفسه تعزيز الشفاء من الدموع الجافية عن طريق خفض الضغط والحجم في الجافية. وقد أدى هذا الإجراء إلى نتائج إيجابية تؤدي إلى تخفيف الأعراض لمدة تصل إلى واحد.

## إصلاح الأعصاب
للمرضى التي لا تستجيب إما فوق الجافية الترقيع الدم أو الفيبرين الغراء، وجراحة المخ والأعصاب متاح لإصلاح تسرب مباشرة الرتوج السحائي. مجالات تسرب الجافية يمكن أن تكون مرتبطة معا في عملية تسمى ربط ثم يمكن وضع مشبك معدني لعقد إغلاق ربط. بدلا من ذلك، دعا ضغط صغير في عضلة ضمادة يمكن وضعها على تسرب الجافية وثم ختم مع رغوة جل والفيبرين الغراء. خياطة الأولية هي نادرا ما قادرة على إصلاح تسرب السائل النخاعي، وعند بعض المرضى استكشاف الجافية قد تكون هناك حاجة لتحديد بشكل صحيح جميع مواقع تسرب السائل النخاعي.

## تخمينات
النتائج النهائية للأشخاص الذين يعانون تسريب سائل النخاع التلقائي تظل دراستها ضعيفة. الأعراض قد حل في اقل من أسبوعين، أو تستمر لعدة أشهر. قل شيوعا، والمرضى قد يعانون من جهود المستمرة أعراض لسنوات عديدة. الناس مع تسريب سائل النخاع التلقائي المزمنة قد يتم تعطيل وغير قادر على العمل. تسرب السائل النخاعي المتكرر في موقع بديل بعد الإصلاح الأخير هو شائع.

## المضاعفات
أرنولد خياري تشوه هو شرط فيها قد انحدرت اللوزتين المخيخ، وينبغي النظر في التشخيص التفريقي لتسريب سائل النخاع التلقائي
يمكن أن تحدث العديد من المضاعفات نتيجة تسريب سائل النخاع التلقائي بما في ذلك انخفاض الضغط في الجمجمة، وفتق الدماغ، والعدوى، مشاكل في ضغط الدم، والشلل عابرة، والغيبوبة. المضاعفات الأولية وأخطر من تسريب سائل النخاع التلقائي هو انخفاض ضغط الدم داخل الجمجمة من تلقاء أنفسهم، حيث انخفضت بشدة الضغط في الدماغ. هذه المضاعفات تؤدي إلى أعراض مميزة من الصداع قيامية شديدة.
الأشخاص الذين يعانون من تسرب السائل النخاعي في الجمجمة، وشكل نادر، لديهم مخاطر 10٪ من تطوير التهاب السحايا في السنة. وإذا تسرب الجمجمة الماضي أكثر من سبعة أيام، وفرص تطوير مرض التهاب السحايا هي أعلى بكثير. تسرب السائل النخاعي الشوكي لا يمكن أن يؤدي في التهاب السحايا ويرجع ذلك إلى ظروف معقمة من موقع التسرب. عند حدوث تسرب السائل النخاعي في جراحة العظام الزمنية يصبح ضروريا لمنع العدوى وإصلاح تسرب. انخفاض ضغط الدم الانتصابي هو تعقيد آخر الذي يحدث نتيجة لاللاإرادي الخلل عندما ينخفض ضغط الدم بشكل ملحوظ. ويتسبب في خلل الوظائف التلقائية التي كتبها ضغط من الدماغ الذي يتحكم في التنفس والدورة الدموية.
انخفاض حجم سائل النخاع يمكن أن تتسبب في موقف وزة المخيخ أن ينزل، والتي يمكن أن يكون مخطئا لخياري تشوه. ولكن عندما يتم إصلاح تسرب السائل النخاعي موقف وزة غالبا ما ترجع إلى وضعها الطبيعي (كما رأينا في تصوير بالرنين المغناطيسي تستقيم) في هذا «شبه خياري» حالة. وأبعد من ذلك، وإن كان ذلك نادر الحدوث، مضاعفات تسرب السائل النخاعي هي الرباعي عابرة بسبب فجأة وخسائر كبيرة في سائل النخاع. هذه الخسارة النتائج في فتق الدماغ المؤخر ويسبب ضغط كبير من الحبل الشوكي العنقي العلوي. والرباعي تبدد بمجرد أن يستلقي المريض مستلق. والمضاعفات نادرة للغاية من تسريب سائل النخاع التلقائي هي شلل العصب الثالث، حيث تصبح القدرة على تحريك العينين المرء الصعبة وتوقف بسبب ضغط العصب القحفي الثالث.
يتم توثيق هناك حالات الخرف الجبهي الصدغي عكسها والغيبوبة. كوما بسبب تسرب السائل النخاعي تمت معالجتها بنجاح باستخدام بقع الدم و / أو الفيبرين الغراء ووضع المريض في موقف تراند. متلازمة السرج الفارغ، هيكل بوني التي تحيط الغدة النخامية، ويحدث في المرضى تسرب السائل النخاعي.
علم الأوبئة
وأشارت دراسة مجتمعية 1994 أن اثنين من بين كل 100,000 شخص يعاني من تسريب سائل النخاع التلقائي، في حين أشارت دراسة على أساس غرفة 2004 الطوارئ خمسة في 100,000 تسريب سائل النخاع التلقائي يؤثر عموما الشباب ومنتصف العمر؛ ومتوسط العمر للبداية هو 42.3 سنة، ولكن بداية يمكن أن تتراوح من سن 22 إلى 61. في 11 عاما وجدت الدراسة أن النساء ضعف احتمال أن تتأثر بها الرجل.
وقد أظهرت الدراسات أن تسريب سائل النخاع التلقائي يعمل في الأسر ويشتبه في أن التشابه الوراثي في الأسر ويشمل الضعف في الأم الجافية، الأمر الذي يؤدي إلى تسريب سائل النخاع التلقائي.لم تجر الدراسات القائمة على السكان على نطاق واسع حتى الآن. في حين لا تزال معظم الحالات تسريب سائل النخاع التلقائي أن يكون بلا تشخيص أو تشخص خطأ، من غير المرجح زيادة فعلية في حدوثها.

## التاريخ
وقد وصفت تسرب السائل النخاعي عفوية من قبل الأطباء ملحوظ وذكرت في المجلات الطبية التي يعود تاريخها إلى أوائل 1900s في وقت. [ذكرت أعصاب الألماني جورج سشالتينبراند في 1938-،1953 ما سماه «قلة السائل النخاعي»، وهي حالة تتسم منخفضة جدا، لا يمكن الحصول عليه، أو حتى سلبية الضغوط سائل النخاع. وتشمل أعراض الصداع قيامية وغيرها من الميزات التي تعرف باسم انخفاض ضغط الدم داخل الجمجمة من تلقاء أنفسهم. قبل بضعة عقود، قد وصفت نفسها متلازمة في الأدب الفرنسي بأنه «انخفاض ضغط الدم السائل الشوكي» و «انهيار البطين». في عام 1940، هنري والتمان من مايو كلينك كتب عن «الصداع المرتبطة انخفض الضغط داخل الجمجمة». وقد وصفت المظاهر السريرية الكاملة من داخل الجمجمة انخفاض ضغط الدم وسائل النخاع تسرب في العديد من المنشورات المبلغ عنها بين 1960 وأوائل ميلادي1990. وقد تم الإبلاغ عن التقارير الحديثة من تسرب السائل النخاعي عفوية في المجلات الطبية منذ أواخر 1980م.
بحث
كوسنتروبين، كورتيكوستيرويد الذي يتسبب في الدماغ لإنتاج السائل الشوكي للحلول محل حجم سائل النخاع المفقودة وتخفيف الأعراض، وقد استخدم لعلاج تسرب السائل النخاعي.
في دراستين صغيرة من اثنين من المرضى وآخر مع مريض يعاني واحد من تسرب السائل النخاعي المتكررة فيما فشلت فيه بقع الدم المتكرر لتشكيل الجلطات وتخفيف الأعراض، وتلقى المرضى قرار مؤقت ولكن كاملة من الأعراض مع المالحة ضخ فوق الجافية. ضخ المياه المالحة يستعيد مؤقتا حجم اللازمة للمريض لتجنب ((SIH حتى يمكن إصلاح تسرب بشكل صحيح. يستخدم داخل القراب المالحة ضخ في الحالات العاجلة مثل آلام مستعصية على الحل أو نقص الوعي.
الجين ((TGFBR2 وقد تورط في عدة اضطرابات النسيج الضام بما في ذلك متلازمة مارفان، تعرج الشرايين، وتمدد الأوعية الدموية الأبهري الصدري. أظهرت دراسة أجريت على المرضى الذين يعانون من تسريب سائل النخاع التلقائي لا الطفرات في هذا الجين. وقد تم العثور على الميزات الصغيرة من متلازمة مارفان في 20٪ من المرضى تسرب السائل النخاعي. وقد تم توثيق نتائج غير طبيعية فايبرلن ((fibrillin-1 في هؤلاء المرضى سائل النخاع للتسرب، ولكن أثبتت مريض واحد فقط عيب فايبرلن (fibrillin-1) متسقة مع متلازمة مارفان.